# Distrito Escolar Unificado de Monrovia

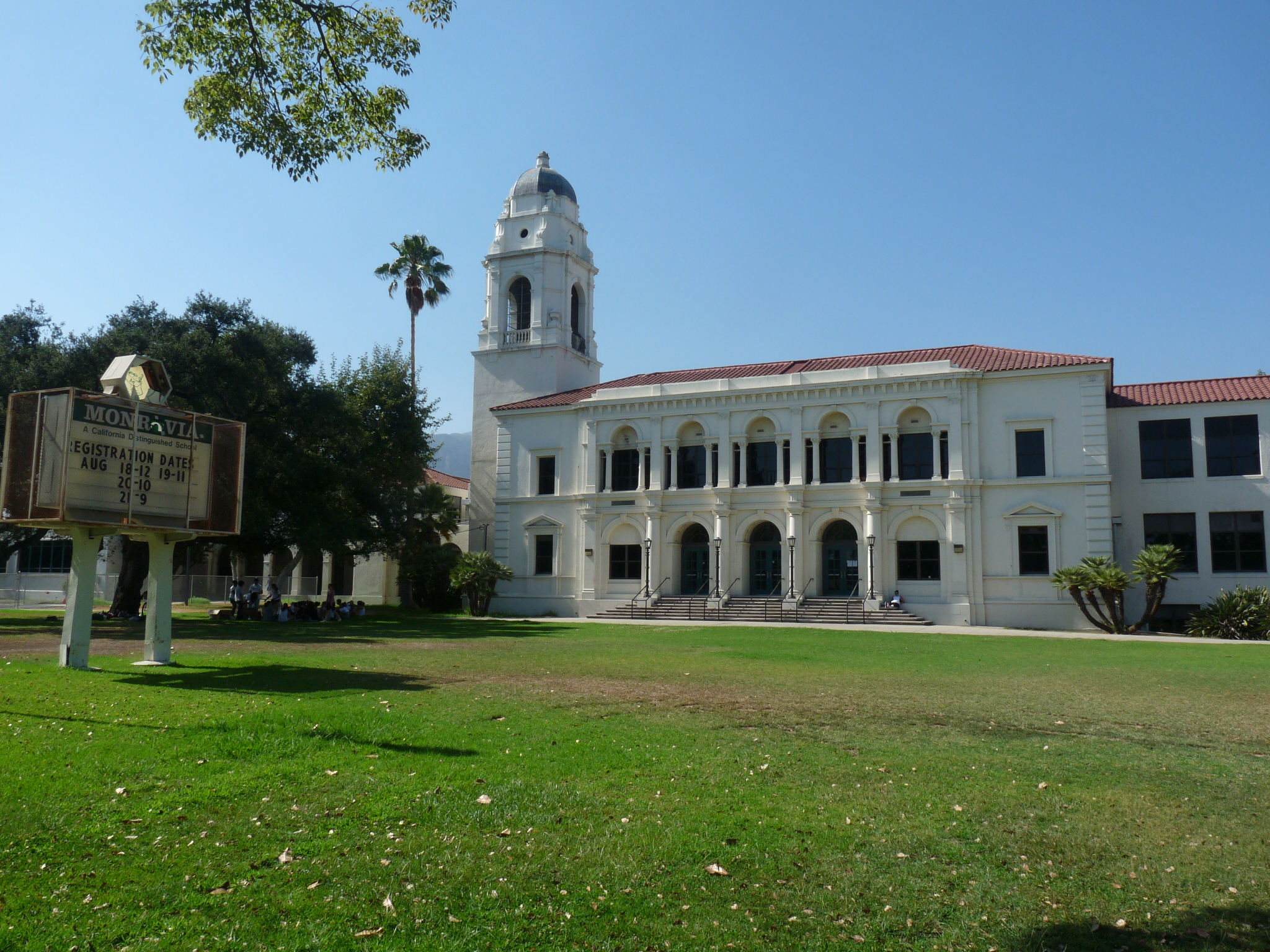
Monrovia High School, Monrovia (California, EE. UU.)

El Distrito Escolar Unificado de Monrovia (Monrovia Unified School District) es un distrito escolar de California. Tiene su sede en Monrovia. Monrovia USD gestiona cinco escuelas primarias, dos escuelas medias, una escuela preparatoria, una escuela alternativa, una escuela "community day", una "pre-kindergarten" (escuela preescolar), y una escuela para adultos. Tiene 5 989 estudiantes K-12 y 3 000 estudiantes que son adultos.

## Escuelas
- Monrovia High School